# Dast Jerdeh
Dast Jerdeh (persiska: دست جرده) är en ort i Iran.   Den ligger i provinsen Zanjan, i den nordvästra delen av landet, 250 km nordväst om huvudstaden Teheran. Dast Jerdeh ligger 423 meter över havet och antalet invånare är 912.
Terrängen runt Dast Jerdeh är kuperad åt nordost, men åt sydväst är den bergig.Runt Dast Jerdeh är det ganska glesbefolkat, med 47 invånare per kvadratkilometer. Närmaste större samhälle är Āb Bar, 8,3 km norr om Dast Jerdeh. Trakten runt Dast Jerdeh består i huvudsak av gräsmarker.